# Key Tower
De Key Tower, voorheen bekend als Society Tower, is een wolkenkrabber in Cleveland, Verenigde Staten. De kantoortoren staat aan 127 Public Square en maakt deel uit van het Key Center. Bij de aanvang van de voorbereidingen op 17 oktober 1988, werden de kosten op 400 miljoen dollar geschat. De bouw van de toren begon in 1989 en op 26 november 1990 werd de staalconstructie van de Key Tower hoger dan Terminal Tower. In mei 1991 bereikte het gebouw zijn hoogste punt. De Key Tower werd voltooid in 1991, het complex in januari 1992.

## Ontwerp
De Key Tower is 288,65 meter hoog en telt 57 verdiepingen. Het heeft een totale oppervlakte van 116.127 vierkant meter. Het maakt deel uit van het Key Center, dat bestaat uit een parkeergarage en hotel van 385 kamers en 15 suites. Het is in postmoderne stijl ontworpen door Cesar Pelli & Associates en Kendal/Heaton Associates. De toren is bekleed met graniet en heeft een top van roestvrij staal.

## Galerij

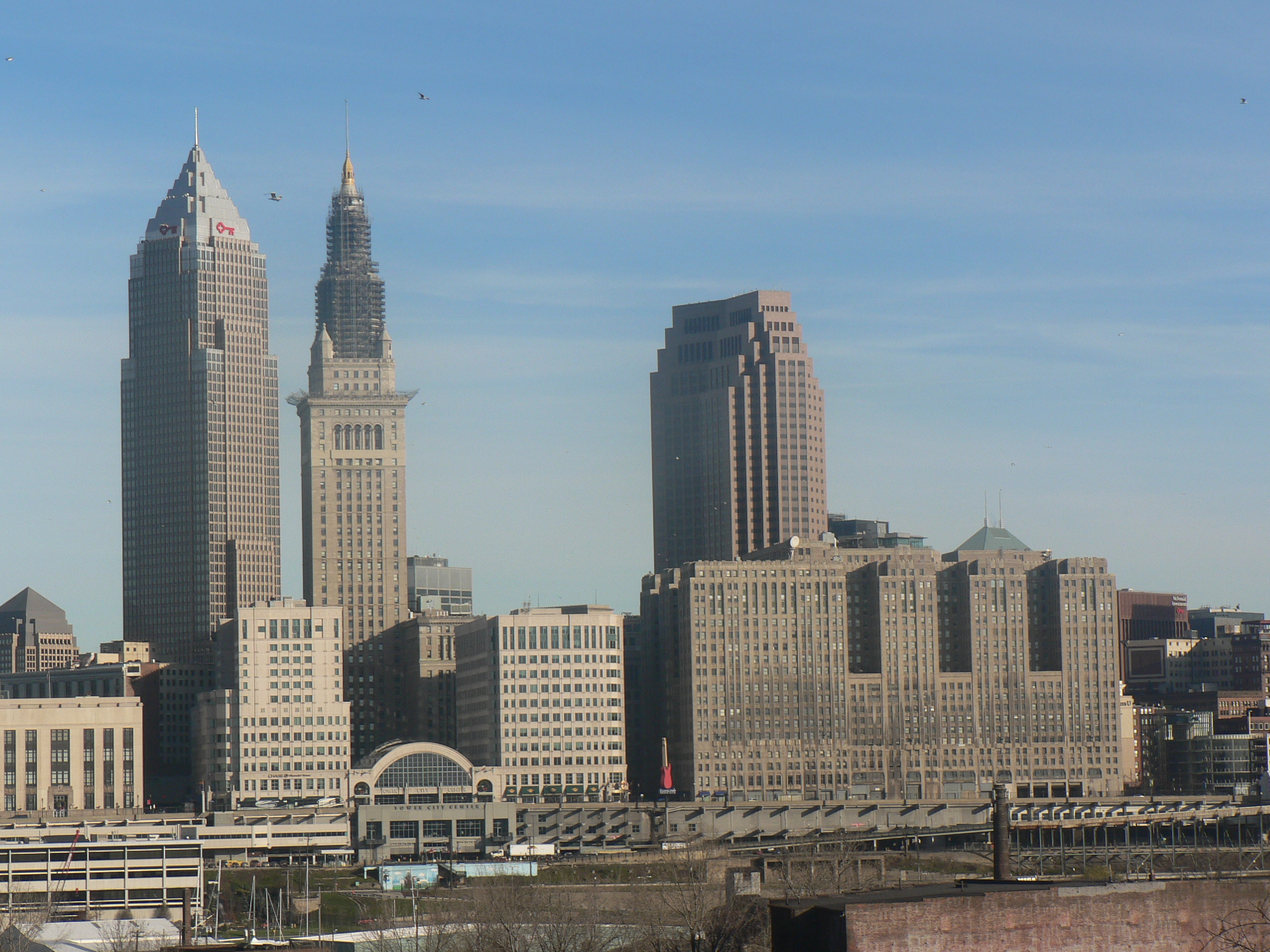
Links is de toren in de skyline van Cleveland te zien
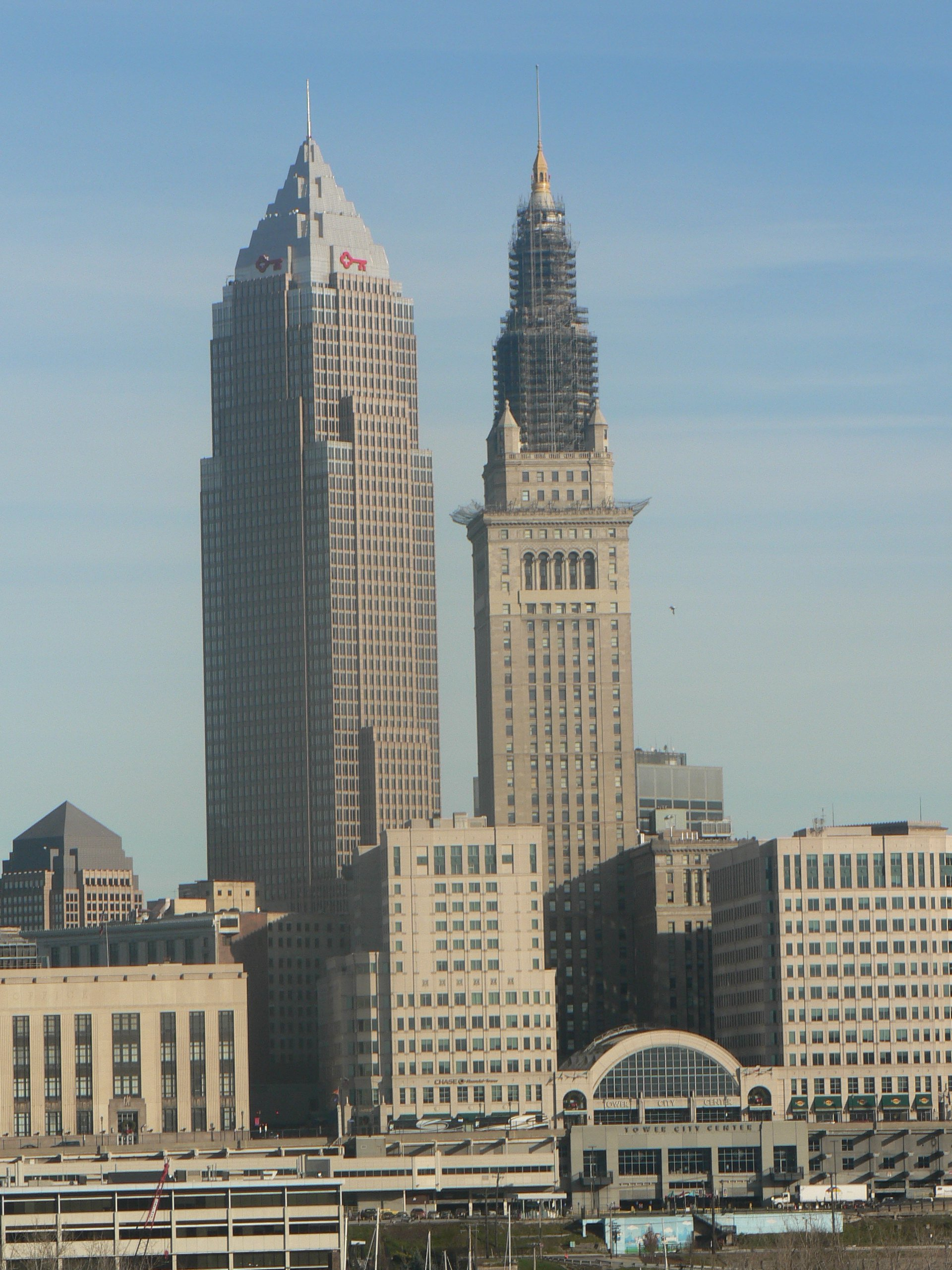
Key Tower met de Terminal Tower
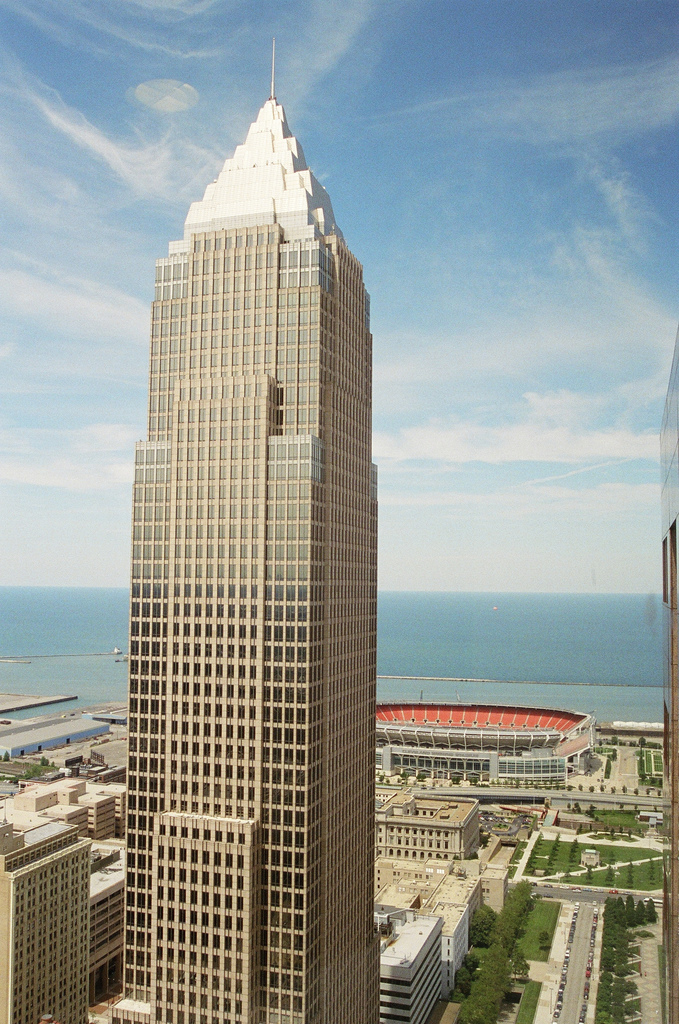
De top met spits van de toren